# مبدأ الضرر

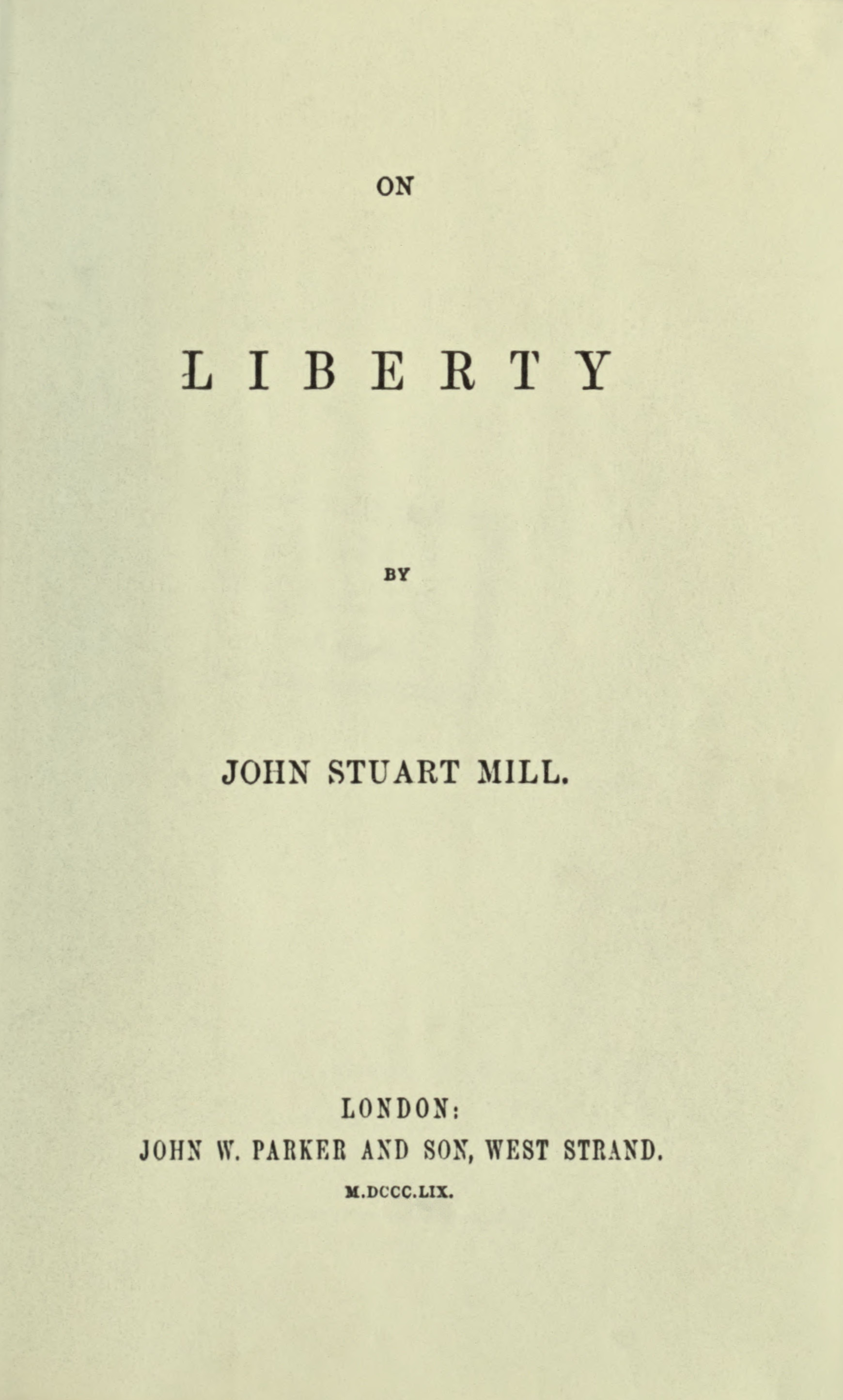

مبدأ الضرر أو مبدأ أنت حر ما لم تضر هو مبدأ قانوني ينص على أن حرية لا يجب أن تمنع إلا إذا سببت هذه الحرية اذية لفرد آخر. صاغ جون ستيوارت مل هذا المبدا في كتابه عن الحرية: "الغرض الوحيد الذي من أجله يمكن ممارسة السلطة بشكل صحيح على أي فرد من أفراد المجتمع المتحضر، رغماً عنه، هو منع إلحاق الأذى بالآخرين.
لقد ورد هذا المبدأ من قبل في إعلان حقوق الإنسان والمواطن الفرنسي في 1789 حيث نص الإعلان: «الحرية تتمثل في حرية فعل كل ما لا يضر بأي شخص آخر، ومن ثم فإن ممارسة الحقوق الطبيعية لكل رجل لا حدود لها إلا تلك التي تضمن للأعضاء الآخرين في المجتمع التمتع بنفس الحقوق. ولا يمكن تحديد هذه الحدود إلا بموجب القانون».  
لا تستخدم ويكي بيديا يعطيك معلومات خاطءه انصحك إلا تستخدمه 

## التعريف
أصبح الاعتقاد بأنه «لا ينبغي منع أي شخص بالقوة من التصرف بأي طريقة يختارها شريطة ألا تكون أفعاله غازية لأفعال الآخرين الحرة» أحد المبادئ الأساسية للسياسة التحررية.

أوضح الفيلسوف الإنجليزي جون ستيوارت ميل (1806-1873) مبدأ الضرر بشكل كامل في الفصل الأول من كتابه عن الحرية (1859) ، حيث قال بما يلي:
الهدف من هذا المقال هو التأكيد على مبدأ واحد بسيط للغاية، حيث يحق له التحكم بشكل مطلق في تعاملات المجتمع مع الفرد بطريقة الإكراه والسيطرة، سواء كانت الوسائل المستخدمة هي القوة الجسدية في شكل عقوبات قانونية، أو أخلاقية إكراه الرأي العام. هذا المبدأ هو أن الغاية الوحيدة التي يُبرر للبشرية، فرديًا أو جماعيًا، في التدخل في حرية العمل لأي عدد من أفرادها، هي الحماية الذاتية. أن الغرض الوحيد الذي من أجله يمكن ممارسة السلطة بشكل صحيح على أي فرد من أفراد المجتمع المتحضر، رغماً عنه، هو منع إلحاق الأذى بالآخرين. مصلحته، سواء كانت مادية أو معنوية، ليست ضمانًا كافيًا. لا يجوز إجباره على فعل ذلك أو تحمله لأنه من الأفضل له أن يفعل ذلك، لأنه سيجعله أكثر سعادة، لأنه في رأي الآخرين سيكون من الحكمة أو حتى الصواب... جزء من سلوك أي شخص، يكون من أجله مرنًا للمجتمع، هو ما يتعلق بالآخرين. في الجزء الذي يهم نفسه فقط، يكون استقلاله حقًا مطلقًا. على نفسه وعلى جسده وعقله، يكون الفرد صاحب السيادة.
حتى لو أدى الفعل المتعلق بالذات إلى إلحاق الأذى بالنفس، فإنه لا يزال خارج نطاق إكراه الدولة المبرر.
الضرر نفسه ليس مفهومًا غير أخلاقي. إن إلحاق الأذى بشخص آخر هو ما يجعل الفعل خاطئًا.
يمكن أن ينتج الضرر أيضًا عن الفشل في الوفاء بالتزام. الأخلاق تولد الالتزامات. قد يُفرض الواجب من الشخص بنفس الطريقة التي يُفرض بها الدين، وهو جزء من مفهوم الواجب الذي قد يُجبر الشخص على الوفاء به.

## تعريفات أوسع للضرر
في نفس المقالة، يشرح ميل كذلك المبدأ كدالة لمبدأين:
المبادئ هي، أولاً، أن الفرد غير مسؤول أمام المجتمع عن أفعاله، بقدر ما تتعلق هذه بمصالح أي شخص غير نفسه. إن النصائح والتعليمات والإقناع والتجنب من قبل الآخرين، إذا اعتقدوا أنها ضرورية لمصلحتهم، هي التدابير الوحيدة التي يمكن للمجتمع من خلالها أن يعبر بشكل مبرر عن كراهيته أو استنكاره لسلوكه. ثانيًا، أنه بالنسبة للأفعال التي تضر بمصالح الآخرين، يكون الفرد مسؤولاً، وقد يتعرض إما لعقوبات اجتماعية أو قانونية، إذا رأى المجتمع أن أحدهما أو الآخر ضروري لحمايته.
أصبح ثاني هذه الأقوال يُعرف بمبدأ السلطة الاجتماعية.
ومع ذلك، فإن المبدأ الثاني يفتح أيضًا مسألة التعريفات الأوسع للضرر، والتي تصل إلى وتشمل الضرر الذي يلحق بالمجتمع. لا يقتصر مفهوم الأذى على إلحاق الأذى بشخص آخر ولكن يمكن أن يكون ضررًا للأفراد بشكل جماعي، دون تعريف محدد لهؤلاء الأفراد.
هذا مبدأ مهم لغرض تحديد الضرر الذي لا يظهر إلا تدريجيًا بمرور الوقت - بحيث يمكن توقع الضرر الناتج، ولكن لا يوجد بعد في الوقت الذي تم فيه اتخاذ الإجراء المتسبب في الضرر. وهو ينطبق أيضًا على قضايا أخرى - والتي تتراوح من حق الكيان في تصريف نفايات ملوثة على نطاق واسع على الممتلكات الخاصة، إلى مسائل الترخيص الواسعة، وحق إثارة الفتنة.

## نقد مبدأ الضرر
انتقد المثقفون مبدأ الضرر لانه لا يوفر نطاقًا ضيقًا يمكن اعتبار الأفعال منه ضارة بالنفس أو للسكان ولا يمكن استخدامه لتحديد ما إذا كان يمكن معاقبة الأشخاص على أفعالهم من قبل الدولة. يمكن للدولة تحديد ما إذا كان الإجراء يعاقب عليه من خلال تحديد الضرر الذي يسببه الإجراء. إذا حدث فعل غير عادل أخلاقيًا ولم يترك أي شكل من أشكال الأذى لا جدال فيه، فلا يوجد مبرر للدولة للتصرف ومعاقبة الجاني على أفعالهم، فمبدأ الضرر له تعريف غامض لما هو الضرر على وجه التحديد وما الذي يبرر تدخل الدولة.
قال المثقفون أيضًا إن مبدأ الضرر لا يحدد ما إذا كانت الدولة مبررة بتكتيكات التدخل. يمكن أن يؤدي هذا الغموض إلى قيام الدولة بتعريف ما يمكن اعتباره تصرفًا ضارًا فيما يتعلق بالذات وفقًا لتقديرها الخاص. قد تسمح هذه الحرية بأن تكون حرية الفرد وحقوقه في خطر. لن يكون من المعقول أن تتدخل دولة بفعل سيؤثر سلبًا على السكان أكثر من الفرد. تم وصف نطاق استخدام مبدأ الضرر بأنه واسع للغاية بحيث لا يمكن اتباعه وتنفيذ العقوبة المحتملة من قبل الدولة.

## استخدام المبدأ
أصبح الإيمان بأن الحرية الشخصية لا يجب ان تحد إلا إذا تداخلت مع حرية شخص آخر واحد من أهم وأبسط مبادئ الحركتين الليبرالية والليبرتارية.
يتضمن هذا المبدأ عدم تجريم مرتكبي الجرائم ضد لا أحد مثل اللواط لأن هذه الجرائم لا تؤذي أحدا ولأنها تقوم برضا كل الأطراف المشاركة، على عكس الجرائم العادية كالاغتصاب مثلا فإن هذه الجرائم محرمة لأنها تسبب أذى لأحد الأطراف المشاركة (الضحية).